# Kalidon
Kalidon (grec. Καλυδών) – miasto w starożytnej Grecji, w południowej Etolii, na prawym brzegu rzeki Euenos (Evenus).
Z miastem związany jest mit o dziku kalidońskim.
Kalidon został założony w kraju Kuretów przez herosa-eponima o imieniu Kalidon. Był rezydencją króla Ojneusa, ojca Meleagra i Dejaniry.
W mieście istniało sanktuarium Artemidy Laphria i Apollina znane jako Laphrion. Działało ono do I w. p.n.e.
W 31 r. p.n.e. Oktawian August przeniósł mieszkańców Kalidonu do nowej kolonii Nicopolis, ufundowanej dla upamiętnienia jego zwycięstwa pod Akcjum, odniesionego rok wcześniej. W tym samym czasie Rzymianie zrabowali większość zabytków i skarbów, wraz ze złotym posągiem Artemidy, i przenieśli je do Patras.
Wiele okazów terakoty, znalezionych ruinach świątyni Artemidy w Kalidonie znajduje się w muzeach w Agrinion oraz w Atenach